# Человек с пистолетом (фильм, 1995)
«Человек с пистолетом» (англ. Man with a Gun) — канадский боевик.

## Сюжет
Наёмный убийца Джон Хардин получает задание от своего мафиозного босса.

## В ролях
- Майкл Мэдсен — Джон Уилбур Хардин
- Дженнифер Тилли — Рина Раштон / Кэти Пейн
- Гэри Бьюзи — Джек Раштон
- Роберт Лоджиа — Филип Маркан
- Иэн Трейси — Рой
- Билл Коббс — Генри Григгс